# Jamaal Wilkes
Jamaal Abdul-Lateef Wilkes, nato Jackson Keith Wilkes (Berkeley, 2 giugno 1953), è un ex cestista statunitense, professionista nella NBA.
È membro del Naismith Memorial Basketball Hall of Fame dal 2012.

## College
Wilkes già nella NCAA era un giocatore chiave per l'UCLA durante l'era di John Wooden.
Prima di entrare nella NBA Wilkes si convertì all'Islam  e cambiò il suo nome in Jamaal Abdul-Lateef, ma usò il suo cognome nella NBA. Grandissimo atleta e ala molto produttiva, Wilkes vinse campionati in ogni categoria, dal college al professionismo vero e proprio. Vinse molti premi come uno dei migliori giocatori americani nell'UCLA e alla Santa Barbara High School. Fece anche parte della squadra di UCLA che vinse 88 partite consecutive. In tre anni in quella squadra Jamaal mise a referto ben 15 punti e 7,4 rimbalzi a partita con una percentuale di 51,4%. Nel 1972 fu nominato nel miglior team della NCAA e dal 1972 al 1974 nel primo team delle accademie americane.

## NBA
In 12 stagioni nella NBA (nei Golden State Warriors, Los Angeles Lakers e Los Angeles Clippers) ha vinto 4 campionati, uno con i Golden State nel 1975, ricevendo l'NBA Rookie of the Year Award, e tre con i Lakers (1980, 1982, 1985).
Nella sua carriera ha messo a segno 14.664 punti (17,7 a partita) con 5.117 rimbalzi (6,2 a partita). Ha disputato 113 partite nei play-off con una media di 16,1 punti. Ha giocato tre NBA All Star Game (1976, 1981, 1983) ed è stato nominato per due volte nel miglior team difensivo della NBA.
Era soprannominato "silk", seta, per l'armonia e la precisione del suo tiro.

## Statistiche

### NBA

#### Regular Season
| Anno       | Squadra       | PG  | PT  | MP   | TC%  | 3P%  | TL%  | RP  | AP  | PRP | SP  | PP   |
| ---------- | ------------- | --- | --- | ---- | ---- | ---- | ---- | --- | --- | --- | --- | ---- |
| 1974-1975† | G.S. Warriors | 82  | -   | 30,7 | 44,2 | -    | 73,4 | 8,2 | 2,2 | 1,3 | 0,3 | 14,2 |
| 1975-1976  | G.S. Warriors | 82  | 82  | 33,1 | 46,3 | -    | 77,2 | 8,8 | 2,0 | 1,2 | 0,4 | 17,8 |
| 1976-1977  | G.S. Warriors | 76  | -   | 33,9 | 47,8 | -    | 79,7 | 7,6 | 2,8 | 1,7 | 0,2 | 17,7 |
| 1977-1978  | L.A. Lakers   | 51  | -   | 29,2 | 44,0 | -    | 71,6 | 7,5 | 3,6 | 1,5 | 0,4 | 12,9 |
| 1978-1979  | L.A. Lakers   | 82  | 82  | 35,5 | 50,4 | -    | 75,1 | 7,4 | 2,8 | 1,6 | 0,3 | 18,6 |
| 1979-1980† | L.A. Lakers   | 82  | 82  | 37,9 | 53,5 | 17,6 | 80,8 | 6,4 | 3,0 | 1,6 | 0,3 | 20,0 |
| 1980-1981  | L.A. Lakers   | 81  | -   | 37,4 | 52,6 | 7,7  | 75,8 | 5,4 | 2,9 | 1,5 | 0,4 | 22,6 |
| 1981-1982† | L.A. Lakers   | 82  | 82  | 35,4 | 52,5 | 0,0  | 73,2 | 4,8 | 1,7 | 1,1 | 0,3 | 21,1 |
| 1982-1983  | L.A. Lakers   | 80  | 80  | 31,9 | 53,0 | 0,0  | 75,7 | 4,3 | 2,3 | 0,8 | 0,2 | 19,6 |
| 1983-1984  | L.A. Lakers   | 75  | 74  | 33,4 | 51,4 | 25,0 | 74,3 | 4,5 | 2,9 | 1,0 | 0,5 | 17,3 |
| 1984-1985† | L.A. Lakers   | 42  | 8   | 18,1 | 48,8 | 0,0  | 77,3 | 2,2 | 1,0 | 0,5 | 0,1 | 8,3  |
| 1985-1986  | L.A. Clippers | 13  | 1   | 15,0 | 40,0 | 33,3 | 81,5 | 2,2 | 1,2 | 0,5 | 0,2 | 5,8  |
| Carriera   | Carriera      | 828 | 491 | 32,9 | 49,9 | -    | 75,9 | 6,2 | 2,5 | 1,3 | 0,3 | 17,7 |

#### Playoffs
| Anno     | Squadra       | PG  | PT | MP   | TC%  | 3P% | TL%  | RP  | AP  | PRP | SP  | PP   |
| -------- | ------------- | --- | -- | ---- | ---- | --- | ---- | --- | --- | --- | --- | ---- |
| 1975†    | G.S. Warriors | 17  | -  | 29,6 | 44,6 | -   | 70,2 | 7,0 | 1,6 | 1,5 | 0,8 | 15,0 |
| 1976     | G.S. Warriors | 13  | -  | 34,6 | 43,0 | -   | 77,8 | 7,9 | 2,2 | 0,9 | 0,6 | 15,9 |
| 1977     | G.S. Warriors | 10  | -  | 34,6 | 42,9 | -   | 82,1 | 8,0 | 1,6 | 1,6 | 0,6 | 15,5 |
| 1978     | L.A. Lakers   | 3   | -  | 36,0 | 46,9 | -   | 54,5 | 8,7 | 2,7 | 1,0 | 0,3 | 12,0 |
| 1979     | L.A. Lakers   | 8   | -  | 38,4 | 47,7 | -   | 67,6 | 8,5 | 2,0 | 1,9 | 0,3 | 18,4 |
| 1980†    | L.A. Lakers   | 16  | -  | 40,8 | 47,6 | 0,0 | 81,5 | 8,0 | 3,0 | 1,5 | 0,3 | 20,3 |
| 1981     | L.A. Lakers   | 3   | -  | 37,7 | 43,8 | 0,0 | 66,7 | 2,7 | 1,3 | 0,3 | 0,3 | 18,0 |
| 1982†    | L.A. Lakers   | 14  | -  | 38,2 | 50,2 | 0,0 | 77,6 | 5,0 | 2,6 | 1,1 | 0,2 | 20,0 |
| 1983     | L.A. Lakers   | 15  | -  | 39,3 | 49,8 | 0,0 | 61,4 | 6,0 | 3,4 | 1,3 | 0,7 | 19,9 |
| 1984     | L.A. Lakers   | 14  | -  | 14,0 | 40,0 | 0,0 | 63,6 | 1,9 | 0,6 | 0,3 | 0,1 | 4,5  |
| Carriera | Carriera      | 113 | -  | 33,6 | 46,5 | 0,0 | 72,7 | 6,4 | 2,2 | 1,2 | 0,5 | 16,1 |

## Palmarès
- Campionato NCAA: 2

UCLA Bruins: 1972, 1973
- Campionato NBA: 4

Golden State Warriors: 1975
Los Angeles Lakers: 1980, 1982, 1985
- NBA Rookie of the Year (1975)
- NBA All-Rookie Team First Team (1975)
- NCAA AP All-America First Team (1974)
- NCAA AP All-America Second Team (1973)
- NBA All-Defensive Team: 2

Second Team: 1976, 1977
- NBA All-Star Game: 3

1976, 1981, 1983
- La sua maglia n.52 è stata ritirata dai Los Angeles Lakers il 28 dicembre 2012[1]
- Inserito nella Naismith Memorial Basketball Hall of Fame nel 2012